# گل خرچنگی گسترده
گل خرچنگی گسترده (نام علمی: Heliconia latispatha) نام یک گونه از راسته زنجبیل‌سانان است.